# Chrzanowski
Chrzanowski là một huyện thuộc tỉnh Małopolskie của Ba Lan. Huyện có diện tích 372 km². Đến ngày 1 tháng 1 năm 2011, dân số của huyện là 127540 người và mật độ 343 người/km².